# Arktikugol
Arktikugol (en rus: Арктикуголь, literalment: carbó àrtic) és una empresa minera pertanyent a l'estat rus que opera a Barentsburg, Svalbard, Noruega. Encara que el carbó és abundant, no és freqüentment exportat, i l'empresa és fortament subvencionada pel govern de Rússia. L'empresa també havia operat anteriorment a la mina de carbó de Pyramiden, també a Svalbard.

## Història
La primera resolució soviètica respecte d'interessos dins la mineria del carbó a Svalbard va ser signada el 29 de juliol de 1920. Dins l'any 1927, el predecessor d'Arktikugol, Sojusljesprom, va comprar la mina de carbó tancada anomenada Pyramiden a l'empresa de carbó sueca Svenska Stenkolsaktiebolaget Spetsbergen. Durant el 1931, Sojusljesprom va comprar el carbó a l'empresa minera Russki Grúmant Ltd., la qual va posseir la mina de carbó de Grúmant. El mateix any, Sojusljesprom va proposar establir una empresa separada pel carbó miner en l'Àrtida i com a resultat el 7 d'octubre de 1931 Arktikugol es va establir tenint la seva seu a Moscou. Tots els drets i obligacions de la Unió soviètica a Svalbard van ser transferit a l'empresa novament establerta. Això formava part de l'estratègia per assegurar una presència russa a l'arxipèlag, des del Tractat de Svalbard de 1920 el qual va assegurar que tots països signants del tractat tindrien iguals dret per l'explotació dels recursos naturals de l'arxipèlag.
L'any 1932, Arktikugol va adquirir N.V. Nederlandsche Spitsbergen Compagnie (Nespico), la qual posseïa la mina de carbó de Barentsburg i els establiments miners situats a l'actual ciutat fantasma de Pyramiden.
El 1941, el funcionament d'Arktikugol va ser aturat i els treballadors van ser evacuats a Arkhàngelsk, Unió soviètica, durant la Segona Guerra Mundial, davant la imminent invasió per part dels nazis. Les operacions mineres retornaren el 1946 a les mines de Grúmant i de Barentsburg. Al mateix any, es va iniciar la construcció de la mina de Pyramiden. La mina va restar oberta des del 1956. El 1961, es va decidir tancar la mina de Grúmant, i un any després va ser tancada. La mina va ser arrendada per 25 anys a la Norske Spitsbergen Kulkompani.
Hi ha el projecte de construir una mina nova a Grúmant. El 1998 l'empresa va tancar la mina de Pyramiden, i el poble va esdevenir una ciutat de fantasma com ho és Grúmant.